# Synthemis montaguei
Synthemis montaguei är en trollsländeart som beskrevs av Campion 1921. Synthemis montaguei ingår i släktet Synthemis och familjen skimmertrollsländor. Inga underarter finns listade i Catalogue of Life.